# マルコス・ロペス
マルコス・パウロ・メスキータ・"ロニー"・ロペス（Marcos Paulo Mesquita "Rony" Lopes, 1995年12月28日 - ）は、ブラジル・ベレン出身のポルトガル人サッカー選手。SCブラガ所属。ポジションはMF。

## 経歴
ブラジルで生まれ、4歳のときにポルトガルに移住。2006年にSLベンフィカのユースチームへ入団し、2011年にイングランドのマンチェスター・シティFCへ移籍した。
2013年1月5日、FAカップのワトフォードFC戦で後半43分にダビド・シルバとの交代でプロデビューを果たし、後半アディショナルタイムにプロ初得点を記録。17歳と8日での得点でマンチェスター・シティの史上最年少得点記録を更新した。翌2013-14シーズンにはユースチームでプレーし、UEFAユースリーグでも活躍を見せた。2014年1月21日、フットボールリーグカップのウェストハム・ユナイテッドFC戦で先発フル出場し、2アシストを記録した。
2015年8月28日、リーグ・アンのASモナコへ完全移籍。
2019年8月14日、セビージャFCと5年契約を結んだ。
2020年7月29日、OGCニースへ買取オプション付きのレンタル移籍が発表された。
2021年8月17日、オリンピアコスFCへのローン移籍が決定。
2023年8月2日、プリメイラ・リーガのSCブラガへ完全移籍し、3年契約を結んだ。

## 代表歴
ポルトガル代表として2013年にUEFA U-19欧州選手権に出場した。

## タイトル

### クラブ
マンチェスター・シティ
- フットボール・リーグ・カップ : 1回 (2013-14)

セビージャ
- UEFAヨーロッパリーグ : 1回 (2019-20)

オリンピアコス
- ギリシャ・スーパーリーグ : 1回 (2021-22)